# Yellowknife
Yellowknife (in tlicho Sǫǫ̀mbak’è) è una città del Canada, capoluogo dei Territori del Nord-Ovest, dei quali è la sola città con una popolazione superiore a 20 000 abitanti.

## Geografia fisica
Situata sulla costa nord del Grande Lago degli Schiavi, sulla riva ovest della Baia di Yellowknife e vicino alla foce del fiume Yellowknife, Yellowknife ha un clima subartico. Con precipitazioni medie inferiori a 300 mm all'anno, la città si trova all'ombra pluviometra per via delle catene montuose ad ovest.
Grazie alla sua vicinanza al lago, Yellowknife ha una stagione al riparo dal gelo che in media dura poco più di cento giorni. La maggior parte delle precipitazioni limitate cade tra giugno e ottobre, con aprile che è il mese più asciutto dell'anno, mentre agosto è il più piovoso. La neve che cade in inverno si accumula sul terreno fino al disgelo in primavera.

## Storia
Yellowknife, vale a dire "coltello giallo", ha questo nome a causa dei coltelli di rame usati dalle popolazioni Chipewyan e Dene che si stabilirono nell'area nel primo XIX secolo. La popolazione odierna è etnicamente mista. Delle otto lingue ufficiali dei Territori del Nord-Ovest, cinque vengono parlate da un numero significativo di locutori a Yellowknife: Chipewyan, Tlicho, Slavey meridionale e settentrionale, inglese e francese.